# GIRLS' GENERATION THE BEST LIVE at TOKYO DOME
「GIRLS' GENERATION THE BEST LIVE at TOKYO DOME」（ガールズ・ジェネレーション・ザ・ベスト・ライブ・アット・とうきょうドーム）は、2015年4月1日にNAYUTAWAVE RECORDSから発売された少女時代のライブ映像作品。

## 概要
2014年12月9日に行われた、少女時代初となる単独東京ドーム公演の模様を収録。特典として100PのPHOTO BOOKが付いてくる。DVD、Blu-rayともに1形態のみでの発売となった。DVDが初週1.1万枚、Blu-rayが1.4万枚を売り上げ、4月13日付オリコン週間総合DVD、BDの両ランキングで総合1位に初登場。音楽DVDとBDの売上枚数を合算した週間「総合ミュージック映像ランキング」でも1位となり、映像ランキング主要3部門を制した。BD首位獲得数は通算2作目となり、EXO、SUPER JUNIOR、KARAを抑えて海外アーティスト歴代1位になった。DVD、BD両ランキング同時1位獲得数も通算2作目で、こちらもSUPER JUNIOR、KARAを抑えて海外アーティスト最多となった。
しかし、発売初週の売り上げ枚数はオリコン集計でDVD10,503枚、Blu-ray13,596枚の計24,099枚であり、2014年12月24日に発売された9人時代の前作「GIRLS' GENERATION 〜LOVE & PEACE〜 Japan 3rd Tour」の初週売り上げ(DVD18,442枚、Blu-ray18,515枚、計36,957枚）の3分の2未満にまで激減し、少女時代の日本公演の映像商品の中で過去最低の売り上げ枚数となった。

## 収録曲
1. FLOWER POWER
2. motorcycle
3. MR.TAXI
4. GALAXY SUPERNOVA
5. Mr.Mr.
6. Karma Butterfly
7. THE GREAT ESCAPE
8. Animal ~ Hoot
9. Run Devil Run
10. T.O.P. ~ The Boys ~ Reflection
11. GENIE
12. BAD GIRLS
13. DIVINE
14. Indestructible
15. Show Girls
16. PAPARAZZI
17. Chain Reaction
18. My oh My
19. Kissing you ~ FLYERS
20. blue jeans
21. LOVE & GIRLS
22. Gee
23. Not Alone
24. Into the new world

- ENCORE

1. I GOT A BOY
2. DO THE CATWALK
3. ALL MY LOVE IS FOR YOU